# Halvar Hermanson
Halvar Hermanson (Unbyn, 31 marzo 1905 – 1991) è stato un compositore di scacchi svedese.
Ha composto circa 1500 problemi, quasi tutti in due mosse, di cui una sessantina vincitori del primo premio.

Gli è attribuito il "tema Hermanson", in cui tre pezzi neri controllano una batteria bianca, con due tentativi tematici. 
Ha partecipato a molti concorsi di riviste italiane.
Nel numero di aprile 2005 la rivista di problemistica Die Schwalbe ha festeggiato il suo 100º compleanno.
Tre suoi problemi:
|   | a | b | c | d | e | f | g | h |   |
| 8 | b6 torre del nero · c6 pedone del bianco · d6 re del bianco · b5 alfiere del bianco · e5 cavallo del bianco · d4 re del nero · f4 cavallo del bianco · g4 alfiere del nero · e3 alfiere del nero · d2 pedone del bianco · h2 cavallo del nero · f1 torre del bianco | b6 torre del nero · c6 pedone del bianco · d6 re del bianco · b5 alfiere del bianco · e5 cavallo del bianco · d4 re del nero · f4 cavallo del bianco · g4 alfiere del nero · e3 alfiere del nero · d2 pedone del bianco · h2 cavallo del nero · f1 torre del bianco | b6 torre del nero · c6 pedone del bianco · d6 re del bianco · b5 alfiere del bianco · e5 cavallo del bianco · d4 re del nero · f4 cavallo del bianco · g4 alfiere del nero · e3 alfiere del nero · d2 pedone del bianco · h2 cavallo del nero · f1 torre del bianco | b6 torre del nero · c6 pedone del bianco · d6 re del bianco · b5 alfiere del bianco · e5 cavallo del bianco · d4 re del nero · f4 cavallo del bianco · g4 alfiere del nero · e3 alfiere del nero · d2 pedone del bianco · h2 cavallo del nero · f1 torre del bianco | b6 torre del nero · c6 pedone del bianco · d6 re del bianco · b5 alfiere del bianco · e5 cavallo del bianco · d4 re del nero · f4 cavallo del bianco · g4 alfiere del nero · e3 alfiere del nero · d2 pedone del bianco · h2 cavallo del nero · f1 torre del bianco | b6 torre del nero · c6 pedone del bianco · d6 re del bianco · b5 alfiere del bianco · e5 cavallo del bianco · d4 re del nero · f4 cavallo del bianco · g4 alfiere del nero · e3 alfiere del nero · d2 pedone del bianco · h2 cavallo del nero · f1 torre del bianco | b6 torre del nero · c6 pedone del bianco · d6 re del bianco · b5 alfiere del bianco · e5 cavallo del bianco · d4 re del nero · f4 cavallo del bianco · g4 alfiere del nero · e3 alfiere del nero · d2 pedone del bianco · h2 cavallo del nero · f1 torre del bianco | b6 torre del nero · c6 pedone del bianco · d6 re del bianco · b5 alfiere del bianco · e5 cavallo del bianco · d4 re del nero · f4 cavallo del bianco · g4 alfiere del nero · e3 alfiere del nero · d2 pedone del bianco · h2 cavallo del nero · f1 torre del bianco | 8 |
| 7 | b6 torre del nero · c6 pedone del bianco · d6 re del bianco · b5 alfiere del bianco · e5 cavallo del bianco · d4 re del nero · f4 cavallo del bianco · g4 alfiere del nero · e3 alfiere del nero · d2 pedone del bianco · h2 cavallo del nero · f1 torre del bianco | b6 torre del nero · c6 pedone del bianco · d6 re del bianco · b5 alfiere del bianco · e5 cavallo del bianco · d4 re del nero · f4 cavallo del bianco · g4 alfiere del nero · e3 alfiere del nero · d2 pedone del bianco · h2 cavallo del nero · f1 torre del bianco | b6 torre del nero · c6 pedone del bianco · d6 re del bianco · b5 alfiere del bianco · e5 cavallo del bianco · d4 re del nero · f4 cavallo del bianco · g4 alfiere del nero · e3 alfiere del nero · d2 pedone del bianco · h2 cavallo del nero · f1 torre del bianco | b6 torre del nero · c6 pedone del bianco · d6 re del bianco · b5 alfiere del bianco · e5 cavallo del bianco · d4 re del nero · f4 cavallo del bianco · g4 alfiere del nero · e3 alfiere del nero · d2 pedone del bianco · h2 cavallo del nero · f1 torre del bianco | b6 torre del nero · c6 pedone del bianco · d6 re del bianco · b5 alfiere del bianco · e5 cavallo del bianco · d4 re del nero · f4 cavallo del bianco · g4 alfiere del nero · e3 alfiere del nero · d2 pedone del bianco · h2 cavallo del nero · f1 torre del bianco | b6 torre del nero · c6 pedone del bianco · d6 re del bianco · b5 alfiere del bianco · e5 cavallo del bianco · d4 re del nero · f4 cavallo del bianco · g4 alfiere del nero · e3 alfiere del nero · d2 pedone del bianco · h2 cavallo del nero · f1 torre del bianco | b6 torre del nero · c6 pedone del bianco · d6 re del bianco · b5 alfiere del bianco · e5 cavallo del bianco · d4 re del nero · f4 cavallo del bianco · g4 alfiere del nero · e3 alfiere del nero · d2 pedone del bianco · h2 cavallo del nero · f1 torre del bianco | b6 torre del nero · c6 pedone del bianco · d6 re del bianco · b5 alfiere del bianco · e5 cavallo del bianco · d4 re del nero · f4 cavallo del bianco · g4 alfiere del nero · e3 alfiere del nero · d2 pedone del bianco · h2 cavallo del nero · f1 torre del bianco | 7 |
| 6 | b6 torre del nero · c6 pedone del bianco · d6 re del bianco · b5 alfiere del bianco · e5 cavallo del bianco · d4 re del nero · f4 cavallo del bianco · g4 alfiere del nero · e3 alfiere del nero · d2 pedone del bianco · h2 cavallo del nero · f1 torre del bianco | b6 torre del nero · c6 pedone del bianco · d6 re del bianco · b5 alfiere del bianco · e5 cavallo del bianco · d4 re del nero · f4 cavallo del bianco · g4 alfiere del nero · e3 alfiere del nero · d2 pedone del bianco · h2 cavallo del nero · f1 torre del bianco | b6 torre del nero · c6 pedone del bianco · d6 re del bianco · b5 alfiere del bianco · e5 cavallo del bianco · d4 re del nero · f4 cavallo del bianco · g4 alfiere del nero · e3 alfiere del nero · d2 pedone del bianco · h2 cavallo del nero · f1 torre del bianco | b6 torre del nero · c6 pedone del bianco · d6 re del bianco · b5 alfiere del bianco · e5 cavallo del bianco · d4 re del nero · f4 cavallo del bianco · g4 alfiere del nero · e3 alfiere del nero · d2 pedone del bianco · h2 cavallo del nero · f1 torre del bianco | b6 torre del nero · c6 pedone del bianco · d6 re del bianco · b5 alfiere del bianco · e5 cavallo del bianco · d4 re del nero · f4 cavallo del bianco · g4 alfiere del nero · e3 alfiere del nero · d2 pedone del bianco · h2 cavallo del nero · f1 torre del bianco | b6 torre del nero · c6 pedone del bianco · d6 re del bianco · b5 alfiere del bianco · e5 cavallo del bianco · d4 re del nero · f4 cavallo del bianco · g4 alfiere del nero · e3 alfiere del nero · d2 pedone del bianco · h2 cavallo del nero · f1 torre del bianco | b6 torre del nero · c6 pedone del bianco · d6 re del bianco · b5 alfiere del bianco · e5 cavallo del bianco · d4 re del nero · f4 cavallo del bianco · g4 alfiere del nero · e3 alfiere del nero · d2 pedone del bianco · h2 cavallo del nero · f1 torre del bianco | b6 torre del nero · c6 pedone del bianco · d6 re del bianco · b5 alfiere del bianco · e5 cavallo del bianco · d4 re del nero · f4 cavallo del bianco · g4 alfiere del nero · e3 alfiere del nero · d2 pedone del bianco · h2 cavallo del nero · f1 torre del bianco | 6 |
| 5 | b6 torre del nero · c6 pedone del bianco · d6 re del bianco · b5 alfiere del bianco · e5 cavallo del bianco · d4 re del nero · f4 cavallo del bianco · g4 alfiere del nero · e3 alfiere del nero · d2 pedone del bianco · h2 cavallo del nero · f1 torre del bianco | b6 torre del nero · c6 pedone del bianco · d6 re del bianco · b5 alfiere del bianco · e5 cavallo del bianco · d4 re del nero · f4 cavallo del bianco · g4 alfiere del nero · e3 alfiere del nero · d2 pedone del bianco · h2 cavallo del nero · f1 torre del bianco | b6 torre del nero · c6 pedone del bianco · d6 re del bianco · b5 alfiere del bianco · e5 cavallo del bianco · d4 re del nero · f4 cavallo del bianco · g4 alfiere del nero · e3 alfiere del nero · d2 pedone del bianco · h2 cavallo del nero · f1 torre del bianco | b6 torre del nero · c6 pedone del bianco · d6 re del bianco · b5 alfiere del bianco · e5 cavallo del bianco · d4 re del nero · f4 cavallo del bianco · g4 alfiere del nero · e3 alfiere del nero · d2 pedone del bianco · h2 cavallo del nero · f1 torre del bianco | b6 torre del nero · c6 pedone del bianco · d6 re del bianco · b5 alfiere del bianco · e5 cavallo del bianco · d4 re del nero · f4 cavallo del bianco · g4 alfiere del nero · e3 alfiere del nero · d2 pedone del bianco · h2 cavallo del nero · f1 torre del bianco | b6 torre del nero · c6 pedone del bianco · d6 re del bianco · b5 alfiere del bianco · e5 cavallo del bianco · d4 re del nero · f4 cavallo del bianco · g4 alfiere del nero · e3 alfiere del nero · d2 pedone del bianco · h2 cavallo del nero · f1 torre del bianco | b6 torre del nero · c6 pedone del bianco · d6 re del bianco · b5 alfiere del bianco · e5 cavallo del bianco · d4 re del nero · f4 cavallo del bianco · g4 alfiere del nero · e3 alfiere del nero · d2 pedone del bianco · h2 cavallo del nero · f1 torre del bianco | b6 torre del nero · c6 pedone del bianco · d6 re del bianco · b5 alfiere del bianco · e5 cavallo del bianco · d4 re del nero · f4 cavallo del bianco · g4 alfiere del nero · e3 alfiere del nero · d2 pedone del bianco · h2 cavallo del nero · f1 torre del bianco | 5 |
| 4 | b6 torre del nero · c6 pedone del bianco · d6 re del bianco · b5 alfiere del bianco · e5 cavallo del bianco · d4 re del nero · f4 cavallo del bianco · g4 alfiere del nero · e3 alfiere del nero · d2 pedone del bianco · h2 cavallo del nero · f1 torre del bianco | b6 torre del nero · c6 pedone del bianco · d6 re del bianco · b5 alfiere del bianco · e5 cavallo del bianco · d4 re del nero · f4 cavallo del bianco · g4 alfiere del nero · e3 alfiere del nero · d2 pedone del bianco · h2 cavallo del nero · f1 torre del bianco | b6 torre del nero · c6 pedone del bianco · d6 re del bianco · b5 alfiere del bianco · e5 cavallo del bianco · d4 re del nero · f4 cavallo del bianco · g4 alfiere del nero · e3 alfiere del nero · d2 pedone del bianco · h2 cavallo del nero · f1 torre del bianco | b6 torre del nero · c6 pedone del bianco · d6 re del bianco · b5 alfiere del bianco · e5 cavallo del bianco · d4 re del nero · f4 cavallo del bianco · g4 alfiere del nero · e3 alfiere del nero · d2 pedone del bianco · h2 cavallo del nero · f1 torre del bianco | b6 torre del nero · c6 pedone del bianco · d6 re del bianco · b5 alfiere del bianco · e5 cavallo del bianco · d4 re del nero · f4 cavallo del bianco · g4 alfiere del nero · e3 alfiere del nero · d2 pedone del bianco · h2 cavallo del nero · f1 torre del bianco | b6 torre del nero · c6 pedone del bianco · d6 re del bianco · b5 alfiere del bianco · e5 cavallo del bianco · d4 re del nero · f4 cavallo del bianco · g4 alfiere del nero · e3 alfiere del nero · d2 pedone del bianco · h2 cavallo del nero · f1 torre del bianco | b6 torre del nero · c6 pedone del bianco · d6 re del bianco · b5 alfiere del bianco · e5 cavallo del bianco · d4 re del nero · f4 cavallo del bianco · g4 alfiere del nero · e3 alfiere del nero · d2 pedone del bianco · h2 cavallo del nero · f1 torre del bianco | b6 torre del nero · c6 pedone del bianco · d6 re del bianco · b5 alfiere del bianco · e5 cavallo del bianco · d4 re del nero · f4 cavallo del bianco · g4 alfiere del nero · e3 alfiere del nero · d2 pedone del bianco · h2 cavallo del nero · f1 torre del bianco | 4 |
| 3 | b6 torre del nero · c6 pedone del bianco · d6 re del bianco · b5 alfiere del bianco · e5 cavallo del bianco · d4 re del nero · f4 cavallo del bianco · g4 alfiere del nero · e3 alfiere del nero · d2 pedone del bianco · h2 cavallo del nero · f1 torre del bianco | b6 torre del nero · c6 pedone del bianco · d6 re del bianco · b5 alfiere del bianco · e5 cavallo del bianco · d4 re del nero · f4 cavallo del bianco · g4 alfiere del nero · e3 alfiere del nero · d2 pedone del bianco · h2 cavallo del nero · f1 torre del bianco | b6 torre del nero · c6 pedone del bianco · d6 re del bianco · b5 alfiere del bianco · e5 cavallo del bianco · d4 re del nero · f4 cavallo del bianco · g4 alfiere del nero · e3 alfiere del nero · d2 pedone del bianco · h2 cavallo del nero · f1 torre del bianco | b6 torre del nero · c6 pedone del bianco · d6 re del bianco · b5 alfiere del bianco · e5 cavallo del bianco · d4 re del nero · f4 cavallo del bianco · g4 alfiere del nero · e3 alfiere del nero · d2 pedone del bianco · h2 cavallo del nero · f1 torre del bianco | b6 torre del nero · c6 pedone del bianco · d6 re del bianco · b5 alfiere del bianco · e5 cavallo del bianco · d4 re del nero · f4 cavallo del bianco · g4 alfiere del nero · e3 alfiere del nero · d2 pedone del bianco · h2 cavallo del nero · f1 torre del bianco | b6 torre del nero · c6 pedone del bianco · d6 re del bianco · b5 alfiere del bianco · e5 cavallo del bianco · d4 re del nero · f4 cavallo del bianco · g4 alfiere del nero · e3 alfiere del nero · d2 pedone del bianco · h2 cavallo del nero · f1 torre del bianco | b6 torre del nero · c6 pedone del bianco · d6 re del bianco · b5 alfiere del bianco · e5 cavallo del bianco · d4 re del nero · f4 cavallo del bianco · g4 alfiere del nero · e3 alfiere del nero · d2 pedone del bianco · h2 cavallo del nero · f1 torre del bianco | b6 torre del nero · c6 pedone del bianco · d6 re del bianco · b5 alfiere del bianco · e5 cavallo del bianco · d4 re del nero · f4 cavallo del bianco · g4 alfiere del nero · e3 alfiere del nero · d2 pedone del bianco · h2 cavallo del nero · f1 torre del bianco | 3 |
| 2 | b6 torre del nero · c6 pedone del bianco · d6 re del bianco · b5 alfiere del bianco · e5 cavallo del bianco · d4 re del nero · f4 cavallo del bianco · g4 alfiere del nero · e3 alfiere del nero · d2 pedone del bianco · h2 cavallo del nero · f1 torre del bianco | b6 torre del nero · c6 pedone del bianco · d6 re del bianco · b5 alfiere del bianco · e5 cavallo del bianco · d4 re del nero · f4 cavallo del bianco · g4 alfiere del nero · e3 alfiere del nero · d2 pedone del bianco · h2 cavallo del nero · f1 torre del bianco | b6 torre del nero · c6 pedone del bianco · d6 re del bianco · b5 alfiere del bianco · e5 cavallo del bianco · d4 re del nero · f4 cavallo del bianco · g4 alfiere del nero · e3 alfiere del nero · d2 pedone del bianco · h2 cavallo del nero · f1 torre del bianco | b6 torre del nero · c6 pedone del bianco · d6 re del bianco · b5 alfiere del bianco · e5 cavallo del bianco · d4 re del nero · f4 cavallo del bianco · g4 alfiere del nero · e3 alfiere del nero · d2 pedone del bianco · h2 cavallo del nero · f1 torre del bianco | b6 torre del nero · c6 pedone del bianco · d6 re del bianco · b5 alfiere del bianco · e5 cavallo del bianco · d4 re del nero · f4 cavallo del bianco · g4 alfiere del nero · e3 alfiere del nero · d2 pedone del bianco · h2 cavallo del nero · f1 torre del bianco | b6 torre del nero · c6 pedone del bianco · d6 re del bianco · b5 alfiere del bianco · e5 cavallo del bianco · d4 re del nero · f4 cavallo del bianco · g4 alfiere del nero · e3 alfiere del nero · d2 pedone del bianco · h2 cavallo del nero · f1 torre del bianco | b6 torre del nero · c6 pedone del bianco · d6 re del bianco · b5 alfiere del bianco · e5 cavallo del bianco · d4 re del nero · f4 cavallo del bianco · g4 alfiere del nero · e3 alfiere del nero · d2 pedone del bianco · h2 cavallo del nero · f1 torre del bianco | b6 torre del nero · c6 pedone del bianco · d6 re del bianco · b5 alfiere del bianco · e5 cavallo del bianco · d4 re del nero · f4 cavallo del bianco · g4 alfiere del nero · e3 alfiere del nero · d2 pedone del bianco · h2 cavallo del nero · f1 torre del bianco | 2 |
| 1 | b6 torre del nero · c6 pedone del bianco · d6 re del bianco · b5 alfiere del bianco · e5 cavallo del bianco · d4 re del nero · f4 cavallo del bianco · g4 alfiere del nero · e3 alfiere del nero · d2 pedone del bianco · h2 cavallo del nero · f1 torre del bianco | b6 torre del nero · c6 pedone del bianco · d6 re del bianco · b5 alfiere del bianco · e5 cavallo del bianco · d4 re del nero · f4 cavallo del bianco · g4 alfiere del nero · e3 alfiere del nero · d2 pedone del bianco · h2 cavallo del nero · f1 torre del bianco | b6 torre del nero · c6 pedone del bianco · d6 re del bianco · b5 alfiere del bianco · e5 cavallo del bianco · d4 re del nero · f4 cavallo del bianco · g4 alfiere del nero · e3 alfiere del nero · d2 pedone del bianco · h2 cavallo del nero · f1 torre del bianco | b6 torre del nero · c6 pedone del bianco · d6 re del bianco · b5 alfiere del bianco · e5 cavallo del bianco · d4 re del nero · f4 cavallo del bianco · g4 alfiere del nero · e3 alfiere del nero · d2 pedone del bianco · h2 cavallo del nero · f1 torre del bianco | b6 torre del nero · c6 pedone del bianco · d6 re del bianco · b5 alfiere del bianco · e5 cavallo del bianco · d4 re del nero · f4 cavallo del bianco · g4 alfiere del nero · e3 alfiere del nero · d2 pedone del bianco · h2 cavallo del nero · f1 torre del bianco | b6 torre del nero · c6 pedone del bianco · d6 re del bianco · b5 alfiere del bianco · e5 cavallo del bianco · d4 re del nero · f4 cavallo del bianco · g4 alfiere del nero · e3 alfiere del nero · d2 pedone del bianco · h2 cavallo del nero · f1 torre del bianco | b6 torre del nero · c6 pedone del bianco · d6 re del bianco · b5 alfiere del bianco · e5 cavallo del bianco · d4 re del nero · f4 cavallo del bianco · g4 alfiere del nero · e3 alfiere del nero · d2 pedone del bianco · h2 cavallo del nero · f1 torre del bianco | b6 torre del nero · c6 pedone del bianco · d6 re del bianco · b5 alfiere del bianco · e5 cavallo del bianco · d4 re del nero · f4 cavallo del bianco · g4 alfiere del nero · e3 alfiere del nero · d2 pedone del bianco · h2 cavallo del nero · f1 torre del bianco | 1 |
|   | a | b | c | d | e | f | g | h |   |

Soluzione:
1. Tf3!  (min. 2. Ad3 e 3. Ce2#)
1... Cxf1  2. Ce2+ Re4  3. Ad3# 

1... Cxf3  2. Cd3+ Rd4  3. Ce2# 

1... Axf3  2. Ce6+ Re4  3. Ad3# 

1... Txb5  2. Ce2+ Re4  3. d3# 

|   | a | b | c | d | e | f | g | h |   |
| 8 | e7 pedone del nero · f7 cavallo del bianco · h7 cavallo del nero · c6 cavallo del bianco · d6 pedone del nero · e6 torre del bianco · f6 pedone del bianco · g6 alfiere del bianco · b5 pedone del nero · e5 pedone del nero · f5 pedone del bianco · b4 torre del nero · e4 re del nero · g4 pedone del nero · c3 pedone del nero · g3 re del bianco · a2 donna del nero · b2 alfiere del nero · b1 alfiere del nero · c1 alfiere del bianco · d1 donna del bianco | e7 pedone del nero · f7 cavallo del bianco · h7 cavallo del nero · c6 cavallo del bianco · d6 pedone del nero · e6 torre del bianco · f6 pedone del bianco · g6 alfiere del bianco · b5 pedone del nero · e5 pedone del nero · f5 pedone del bianco · b4 torre del nero · e4 re del nero · g4 pedone del nero · c3 pedone del nero · g3 re del bianco · a2 donna del nero · b2 alfiere del nero · b1 alfiere del nero · c1 alfiere del bianco · d1 donna del bianco | e7 pedone del nero · f7 cavallo del bianco · h7 cavallo del nero · c6 cavallo del bianco · d6 pedone del nero · e6 torre del bianco · f6 pedone del bianco · g6 alfiere del bianco · b5 pedone del nero · e5 pedone del nero · f5 pedone del bianco · b4 torre del nero · e4 re del nero · g4 pedone del nero · c3 pedone del nero · g3 re del bianco · a2 donna del nero · b2 alfiere del nero · b1 alfiere del nero · c1 alfiere del bianco · d1 donna del bianco | e7 pedone del nero · f7 cavallo del bianco · h7 cavallo del nero · c6 cavallo del bianco · d6 pedone del nero · e6 torre del bianco · f6 pedone del bianco · g6 alfiere del bianco · b5 pedone del nero · e5 pedone del nero · f5 pedone del bianco · b4 torre del nero · e4 re del nero · g4 pedone del nero · c3 pedone del nero · g3 re del bianco · a2 donna del nero · b2 alfiere del nero · b1 alfiere del nero · c1 alfiere del bianco · d1 donna del bianco | e7 pedone del nero · f7 cavallo del bianco · h7 cavallo del nero · c6 cavallo del bianco · d6 pedone del nero · e6 torre del bianco · f6 pedone del bianco · g6 alfiere del bianco · b5 pedone del nero · e5 pedone del nero · f5 pedone del bianco · b4 torre del nero · e4 re del nero · g4 pedone del nero · c3 pedone del nero · g3 re del bianco · a2 donna del nero · b2 alfiere del nero · b1 alfiere del nero · c1 alfiere del bianco · d1 donna del bianco | e7 pedone del nero · f7 cavallo del bianco · h7 cavallo del nero · c6 cavallo del bianco · d6 pedone del nero · e6 torre del bianco · f6 pedone del bianco · g6 alfiere del bianco · b5 pedone del nero · e5 pedone del nero · f5 pedone del bianco · b4 torre del nero · e4 re del nero · g4 pedone del nero · c3 pedone del nero · g3 re del bianco · a2 donna del nero · b2 alfiere del nero · b1 alfiere del nero · c1 alfiere del bianco · d1 donna del bianco | e7 pedone del nero · f7 cavallo del bianco · h7 cavallo del nero · c6 cavallo del bianco · d6 pedone del nero · e6 torre del bianco · f6 pedone del bianco · g6 alfiere del bianco · b5 pedone del nero · e5 pedone del nero · f5 pedone del bianco · b4 torre del nero · e4 re del nero · g4 pedone del nero · c3 pedone del nero · g3 re del bianco · a2 donna del nero · b2 alfiere del nero · b1 alfiere del nero · c1 alfiere del bianco · d1 donna del bianco | e7 pedone del nero · f7 cavallo del bianco · h7 cavallo del nero · c6 cavallo del bianco · d6 pedone del nero · e6 torre del bianco · f6 pedone del bianco · g6 alfiere del bianco · b5 pedone del nero · e5 pedone del nero · f5 pedone del bianco · b4 torre del nero · e4 re del nero · g4 pedone del nero · c3 pedone del nero · g3 re del bianco · a2 donna del nero · b2 alfiere del nero · b1 alfiere del nero · c1 alfiere del bianco · d1 donna del bianco | 8 |
| 7 | e7 pedone del nero · f7 cavallo del bianco · h7 cavallo del nero · c6 cavallo del bianco · d6 pedone del nero · e6 torre del bianco · f6 pedone del bianco · g6 alfiere del bianco · b5 pedone del nero · e5 pedone del nero · f5 pedone del bianco · b4 torre del nero · e4 re del nero · g4 pedone del nero · c3 pedone del nero · g3 re del bianco · a2 donna del nero · b2 alfiere del nero · b1 alfiere del nero · c1 alfiere del bianco · d1 donna del bianco | e7 pedone del nero · f7 cavallo del bianco · h7 cavallo del nero · c6 cavallo del bianco · d6 pedone del nero · e6 torre del bianco · f6 pedone del bianco · g6 alfiere del bianco · b5 pedone del nero · e5 pedone del nero · f5 pedone del bianco · b4 torre del nero · e4 re del nero · g4 pedone del nero · c3 pedone del nero · g3 re del bianco · a2 donna del nero · b2 alfiere del nero · b1 alfiere del nero · c1 alfiere del bianco · d1 donna del bianco | e7 pedone del nero · f7 cavallo del bianco · h7 cavallo del nero · c6 cavallo del bianco · d6 pedone del nero · e6 torre del bianco · f6 pedone del bianco · g6 alfiere del bianco · b5 pedone del nero · e5 pedone del nero · f5 pedone del bianco · b4 torre del nero · e4 re del nero · g4 pedone del nero · c3 pedone del nero · g3 re del bianco · a2 donna del nero · b2 alfiere del nero · b1 alfiere del nero · c1 alfiere del bianco · d1 donna del bianco | e7 pedone del nero · f7 cavallo del bianco · h7 cavallo del nero · c6 cavallo del bianco · d6 pedone del nero · e6 torre del bianco · f6 pedone del bianco · g6 alfiere del bianco · b5 pedone del nero · e5 pedone del nero · f5 pedone del bianco · b4 torre del nero · e4 re del nero · g4 pedone del nero · c3 pedone del nero · g3 re del bianco · a2 donna del nero · b2 alfiere del nero · b1 alfiere del nero · c1 alfiere del bianco · d1 donna del bianco | e7 pedone del nero · f7 cavallo del bianco · h7 cavallo del nero · c6 cavallo del bianco · d6 pedone del nero · e6 torre del bianco · f6 pedone del bianco · g6 alfiere del bianco · b5 pedone del nero · e5 pedone del nero · f5 pedone del bianco · b4 torre del nero · e4 re del nero · g4 pedone del nero · c3 pedone del nero · g3 re del bianco · a2 donna del nero · b2 alfiere del nero · b1 alfiere del nero · c1 alfiere del bianco · d1 donna del bianco | e7 pedone del nero · f7 cavallo del bianco · h7 cavallo del nero · c6 cavallo del bianco · d6 pedone del nero · e6 torre del bianco · f6 pedone del bianco · g6 alfiere del bianco · b5 pedone del nero · e5 pedone del nero · f5 pedone del bianco · b4 torre del nero · e4 re del nero · g4 pedone del nero · c3 pedone del nero · g3 re del bianco · a2 donna del nero · b2 alfiere del nero · b1 alfiere del nero · c1 alfiere del bianco · d1 donna del bianco | e7 pedone del nero · f7 cavallo del bianco · h7 cavallo del nero · c6 cavallo del bianco · d6 pedone del nero · e6 torre del bianco · f6 pedone del bianco · g6 alfiere del bianco · b5 pedone del nero · e5 pedone del nero · f5 pedone del bianco · b4 torre del nero · e4 re del nero · g4 pedone del nero · c3 pedone del nero · g3 re del bianco · a2 donna del nero · b2 alfiere del nero · b1 alfiere del nero · c1 alfiere del bianco · d1 donna del bianco | e7 pedone del nero · f7 cavallo del bianco · h7 cavallo del nero · c6 cavallo del bianco · d6 pedone del nero · e6 torre del bianco · f6 pedone del bianco · g6 alfiere del bianco · b5 pedone del nero · e5 pedone del nero · f5 pedone del bianco · b4 torre del nero · e4 re del nero · g4 pedone del nero · c3 pedone del nero · g3 re del bianco · a2 donna del nero · b2 alfiere del nero · b1 alfiere del nero · c1 alfiere del bianco · d1 donna del bianco | 7 |
| 6 | e7 pedone del nero · f7 cavallo del bianco · h7 cavallo del nero · c6 cavallo del bianco · d6 pedone del nero · e6 torre del bianco · f6 pedone del bianco · g6 alfiere del bianco · b5 pedone del nero · e5 pedone del nero · f5 pedone del bianco · b4 torre del nero · e4 re del nero · g4 pedone del nero · c3 pedone del nero · g3 re del bianco · a2 donna del nero · b2 alfiere del nero · b1 alfiere del nero · c1 alfiere del bianco · d1 donna del bianco | e7 pedone del nero · f7 cavallo del bianco · h7 cavallo del nero · c6 cavallo del bianco · d6 pedone del nero · e6 torre del bianco · f6 pedone del bianco · g6 alfiere del bianco · b5 pedone del nero · e5 pedone del nero · f5 pedone del bianco · b4 torre del nero · e4 re del nero · g4 pedone del nero · c3 pedone del nero · g3 re del bianco · a2 donna del nero · b2 alfiere del nero · b1 alfiere del nero · c1 alfiere del bianco · d1 donna del bianco | e7 pedone del nero · f7 cavallo del bianco · h7 cavallo del nero · c6 cavallo del bianco · d6 pedone del nero · e6 torre del bianco · f6 pedone del bianco · g6 alfiere del bianco · b5 pedone del nero · e5 pedone del nero · f5 pedone del bianco · b4 torre del nero · e4 re del nero · g4 pedone del nero · c3 pedone del nero · g3 re del bianco · a2 donna del nero · b2 alfiere del nero · b1 alfiere del nero · c1 alfiere del bianco · d1 donna del bianco | e7 pedone del nero · f7 cavallo del bianco · h7 cavallo del nero · c6 cavallo del bianco · d6 pedone del nero · e6 torre del bianco · f6 pedone del bianco · g6 alfiere del bianco · b5 pedone del nero · e5 pedone del nero · f5 pedone del bianco · b4 torre del nero · e4 re del nero · g4 pedone del nero · c3 pedone del nero · g3 re del bianco · a2 donna del nero · b2 alfiere del nero · b1 alfiere del nero · c1 alfiere del bianco · d1 donna del bianco | e7 pedone del nero · f7 cavallo del bianco · h7 cavallo del nero · c6 cavallo del bianco · d6 pedone del nero · e6 torre del bianco · f6 pedone del bianco · g6 alfiere del bianco · b5 pedone del nero · e5 pedone del nero · f5 pedone del bianco · b4 torre del nero · e4 re del nero · g4 pedone del nero · c3 pedone del nero · g3 re del bianco · a2 donna del nero · b2 alfiere del nero · b1 alfiere del nero · c1 alfiere del bianco · d1 donna del bianco | e7 pedone del nero · f7 cavallo del bianco · h7 cavallo del nero · c6 cavallo del bianco · d6 pedone del nero · e6 torre del bianco · f6 pedone del bianco · g6 alfiere del bianco · b5 pedone del nero · e5 pedone del nero · f5 pedone del bianco · b4 torre del nero · e4 re del nero · g4 pedone del nero · c3 pedone del nero · g3 re del bianco · a2 donna del nero · b2 alfiere del nero · b1 alfiere del nero · c1 alfiere del bianco · d1 donna del bianco | e7 pedone del nero · f7 cavallo del bianco · h7 cavallo del nero · c6 cavallo del bianco · d6 pedone del nero · e6 torre del bianco · f6 pedone del bianco · g6 alfiere del bianco · b5 pedone del nero · e5 pedone del nero · f5 pedone del bianco · b4 torre del nero · e4 re del nero · g4 pedone del nero · c3 pedone del nero · g3 re del bianco · a2 donna del nero · b2 alfiere del nero · b1 alfiere del nero · c1 alfiere del bianco · d1 donna del bianco | e7 pedone del nero · f7 cavallo del bianco · h7 cavallo del nero · c6 cavallo del bianco · d6 pedone del nero · e6 torre del bianco · f6 pedone del bianco · g6 alfiere del bianco · b5 pedone del nero · e5 pedone del nero · f5 pedone del bianco · b4 torre del nero · e4 re del nero · g4 pedone del nero · c3 pedone del nero · g3 re del bianco · a2 donna del nero · b2 alfiere del nero · b1 alfiere del nero · c1 alfiere del bianco · d1 donna del bianco | 6 |
| 5 | e7 pedone del nero · f7 cavallo del bianco · h7 cavallo del nero · c6 cavallo del bianco · d6 pedone del nero · e6 torre del bianco · f6 pedone del bianco · g6 alfiere del bianco · b5 pedone del nero · e5 pedone del nero · f5 pedone del bianco · b4 torre del nero · e4 re del nero · g4 pedone del nero · c3 pedone del nero · g3 re del bianco · a2 donna del nero · b2 alfiere del nero · b1 alfiere del nero · c1 alfiere del bianco · d1 donna del bianco | e7 pedone del nero · f7 cavallo del bianco · h7 cavallo del nero · c6 cavallo del bianco · d6 pedone del nero · e6 torre del bianco · f6 pedone del bianco · g6 alfiere del bianco · b5 pedone del nero · e5 pedone del nero · f5 pedone del bianco · b4 torre del nero · e4 re del nero · g4 pedone del nero · c3 pedone del nero · g3 re del bianco · a2 donna del nero · b2 alfiere del nero · b1 alfiere del nero · c1 alfiere del bianco · d1 donna del bianco | e7 pedone del nero · f7 cavallo del bianco · h7 cavallo del nero · c6 cavallo del bianco · d6 pedone del nero · e6 torre del bianco · f6 pedone del bianco · g6 alfiere del bianco · b5 pedone del nero · e5 pedone del nero · f5 pedone del bianco · b4 torre del nero · e4 re del nero · g4 pedone del nero · c3 pedone del nero · g3 re del bianco · a2 donna del nero · b2 alfiere del nero · b1 alfiere del nero · c1 alfiere del bianco · d1 donna del bianco | e7 pedone del nero · f7 cavallo del bianco · h7 cavallo del nero · c6 cavallo del bianco · d6 pedone del nero · e6 torre del bianco · f6 pedone del bianco · g6 alfiere del bianco · b5 pedone del nero · e5 pedone del nero · f5 pedone del bianco · b4 torre del nero · e4 re del nero · g4 pedone del nero · c3 pedone del nero · g3 re del bianco · a2 donna del nero · b2 alfiere del nero · b1 alfiere del nero · c1 alfiere del bianco · d1 donna del bianco | e7 pedone del nero · f7 cavallo del bianco · h7 cavallo del nero · c6 cavallo del bianco · d6 pedone del nero · e6 torre del bianco · f6 pedone del bianco · g6 alfiere del bianco · b5 pedone del nero · e5 pedone del nero · f5 pedone del bianco · b4 torre del nero · e4 re del nero · g4 pedone del nero · c3 pedone del nero · g3 re del bianco · a2 donna del nero · b2 alfiere del nero · b1 alfiere del nero · c1 alfiere del bianco · d1 donna del bianco | e7 pedone del nero · f7 cavallo del bianco · h7 cavallo del nero · c6 cavallo del bianco · d6 pedone del nero · e6 torre del bianco · f6 pedone del bianco · g6 alfiere del bianco · b5 pedone del nero · e5 pedone del nero · f5 pedone del bianco · b4 torre del nero · e4 re del nero · g4 pedone del nero · c3 pedone del nero · g3 re del bianco · a2 donna del nero · b2 alfiere del nero · b1 alfiere del nero · c1 alfiere del bianco · d1 donna del bianco | e7 pedone del nero · f7 cavallo del bianco · h7 cavallo del nero · c6 cavallo del bianco · d6 pedone del nero · e6 torre del bianco · f6 pedone del bianco · g6 alfiere del bianco · b5 pedone del nero · e5 pedone del nero · f5 pedone del bianco · b4 torre del nero · e4 re del nero · g4 pedone del nero · c3 pedone del nero · g3 re del bianco · a2 donna del nero · b2 alfiere del nero · b1 alfiere del nero · c1 alfiere del bianco · d1 donna del bianco | e7 pedone del nero · f7 cavallo del bianco · h7 cavallo del nero · c6 cavallo del bianco · d6 pedone del nero · e6 torre del bianco · f6 pedone del bianco · g6 alfiere del bianco · b5 pedone del nero · e5 pedone del nero · f5 pedone del bianco · b4 torre del nero · e4 re del nero · g4 pedone del nero · c3 pedone del nero · g3 re del bianco · a2 donna del nero · b2 alfiere del nero · b1 alfiere del nero · c1 alfiere del bianco · d1 donna del bianco | 5 |
| 4 | e7 pedone del nero · f7 cavallo del bianco · h7 cavallo del nero · c6 cavallo del bianco · d6 pedone del nero · e6 torre del bianco · f6 pedone del bianco · g6 alfiere del bianco · b5 pedone del nero · e5 pedone del nero · f5 pedone del bianco · b4 torre del nero · e4 re del nero · g4 pedone del nero · c3 pedone del nero · g3 re del bianco · a2 donna del nero · b2 alfiere del nero · b1 alfiere del nero · c1 alfiere del bianco · d1 donna del bianco | e7 pedone del nero · f7 cavallo del bianco · h7 cavallo del nero · c6 cavallo del bianco · d6 pedone del nero · e6 torre del bianco · f6 pedone del bianco · g6 alfiere del bianco · b5 pedone del nero · e5 pedone del nero · f5 pedone del bianco · b4 torre del nero · e4 re del nero · g4 pedone del nero · c3 pedone del nero · g3 re del bianco · a2 donna del nero · b2 alfiere del nero · b1 alfiere del nero · c1 alfiere del bianco · d1 donna del bianco | e7 pedone del nero · f7 cavallo del bianco · h7 cavallo del nero · c6 cavallo del bianco · d6 pedone del nero · e6 torre del bianco · f6 pedone del bianco · g6 alfiere del bianco · b5 pedone del nero · e5 pedone del nero · f5 pedone del bianco · b4 torre del nero · e4 re del nero · g4 pedone del nero · c3 pedone del nero · g3 re del bianco · a2 donna del nero · b2 alfiere del nero · b1 alfiere del nero · c1 alfiere del bianco · d1 donna del bianco | e7 pedone del nero · f7 cavallo del bianco · h7 cavallo del nero · c6 cavallo del bianco · d6 pedone del nero · e6 torre del bianco · f6 pedone del bianco · g6 alfiere del bianco · b5 pedone del nero · e5 pedone del nero · f5 pedone del bianco · b4 torre del nero · e4 re del nero · g4 pedone del nero · c3 pedone del nero · g3 re del bianco · a2 donna del nero · b2 alfiere del nero · b1 alfiere del nero · c1 alfiere del bianco · d1 donna del bianco | e7 pedone del nero · f7 cavallo del bianco · h7 cavallo del nero · c6 cavallo del bianco · d6 pedone del nero · e6 torre del bianco · f6 pedone del bianco · g6 alfiere del bianco · b5 pedone del nero · e5 pedone del nero · f5 pedone del bianco · b4 torre del nero · e4 re del nero · g4 pedone del nero · c3 pedone del nero · g3 re del bianco · a2 donna del nero · b2 alfiere del nero · b1 alfiere del nero · c1 alfiere del bianco · d1 donna del bianco | e7 pedone del nero · f7 cavallo del bianco · h7 cavallo del nero · c6 cavallo del bianco · d6 pedone del nero · e6 torre del bianco · f6 pedone del bianco · g6 alfiere del bianco · b5 pedone del nero · e5 pedone del nero · f5 pedone del bianco · b4 torre del nero · e4 re del nero · g4 pedone del nero · c3 pedone del nero · g3 re del bianco · a2 donna del nero · b2 alfiere del nero · b1 alfiere del nero · c1 alfiere del bianco · d1 donna del bianco | e7 pedone del nero · f7 cavallo del bianco · h7 cavallo del nero · c6 cavallo del bianco · d6 pedone del nero · e6 torre del bianco · f6 pedone del bianco · g6 alfiere del bianco · b5 pedone del nero · e5 pedone del nero · f5 pedone del bianco · b4 torre del nero · e4 re del nero · g4 pedone del nero · c3 pedone del nero · g3 re del bianco · a2 donna del nero · b2 alfiere del nero · b1 alfiere del nero · c1 alfiere del bianco · d1 donna del bianco | e7 pedone del nero · f7 cavallo del bianco · h7 cavallo del nero · c6 cavallo del bianco · d6 pedone del nero · e6 torre del bianco · f6 pedone del bianco · g6 alfiere del bianco · b5 pedone del nero · e5 pedone del nero · f5 pedone del bianco · b4 torre del nero · e4 re del nero · g4 pedone del nero · c3 pedone del nero · g3 re del bianco · a2 donna del nero · b2 alfiere del nero · b1 alfiere del nero · c1 alfiere del bianco · d1 donna del bianco | 4 |
| 3 | e7 pedone del nero · f7 cavallo del bianco · h7 cavallo del nero · c6 cavallo del bianco · d6 pedone del nero · e6 torre del bianco · f6 pedone del bianco · g6 alfiere del bianco · b5 pedone del nero · e5 pedone del nero · f5 pedone del bianco · b4 torre del nero · e4 re del nero · g4 pedone del nero · c3 pedone del nero · g3 re del bianco · a2 donna del nero · b2 alfiere del nero · b1 alfiere del nero · c1 alfiere del bianco · d1 donna del bianco | e7 pedone del nero · f7 cavallo del bianco · h7 cavallo del nero · c6 cavallo del bianco · d6 pedone del nero · e6 torre del bianco · f6 pedone del bianco · g6 alfiere del bianco · b5 pedone del nero · e5 pedone del nero · f5 pedone del bianco · b4 torre del nero · e4 re del nero · g4 pedone del nero · c3 pedone del nero · g3 re del bianco · a2 donna del nero · b2 alfiere del nero · b1 alfiere del nero · c1 alfiere del bianco · d1 donna del bianco | e7 pedone del nero · f7 cavallo del bianco · h7 cavallo del nero · c6 cavallo del bianco · d6 pedone del nero · e6 torre del bianco · f6 pedone del bianco · g6 alfiere del bianco · b5 pedone del nero · e5 pedone del nero · f5 pedone del bianco · b4 torre del nero · e4 re del nero · g4 pedone del nero · c3 pedone del nero · g3 re del bianco · a2 donna del nero · b2 alfiere del nero · b1 alfiere del nero · c1 alfiere del bianco · d1 donna del bianco | e7 pedone del nero · f7 cavallo del bianco · h7 cavallo del nero · c6 cavallo del bianco · d6 pedone del nero · e6 torre del bianco · f6 pedone del bianco · g6 alfiere del bianco · b5 pedone del nero · e5 pedone del nero · f5 pedone del bianco · b4 torre del nero · e4 re del nero · g4 pedone del nero · c3 pedone del nero · g3 re del bianco · a2 donna del nero · b2 alfiere del nero · b1 alfiere del nero · c1 alfiere del bianco · d1 donna del bianco | e7 pedone del nero · f7 cavallo del bianco · h7 cavallo del nero · c6 cavallo del bianco · d6 pedone del nero · e6 torre del bianco · f6 pedone del bianco · g6 alfiere del bianco · b5 pedone del nero · e5 pedone del nero · f5 pedone del bianco · b4 torre del nero · e4 re del nero · g4 pedone del nero · c3 pedone del nero · g3 re del bianco · a2 donna del nero · b2 alfiere del nero · b1 alfiere del nero · c1 alfiere del bianco · d1 donna del bianco | e7 pedone del nero · f7 cavallo del bianco · h7 cavallo del nero · c6 cavallo del bianco · d6 pedone del nero · e6 torre del bianco · f6 pedone del bianco · g6 alfiere del bianco · b5 pedone del nero · e5 pedone del nero · f5 pedone del bianco · b4 torre del nero · e4 re del nero · g4 pedone del nero · c3 pedone del nero · g3 re del bianco · a2 donna del nero · b2 alfiere del nero · b1 alfiere del nero · c1 alfiere del bianco · d1 donna del bianco | e7 pedone del nero · f7 cavallo del bianco · h7 cavallo del nero · c6 cavallo del bianco · d6 pedone del nero · e6 torre del bianco · f6 pedone del bianco · g6 alfiere del bianco · b5 pedone del nero · e5 pedone del nero · f5 pedone del bianco · b4 torre del nero · e4 re del nero · g4 pedone del nero · c3 pedone del nero · g3 re del bianco · a2 donna del nero · b2 alfiere del nero · b1 alfiere del nero · c1 alfiere del bianco · d1 donna del bianco | e7 pedone del nero · f7 cavallo del bianco · h7 cavallo del nero · c6 cavallo del bianco · d6 pedone del nero · e6 torre del bianco · f6 pedone del bianco · g6 alfiere del bianco · b5 pedone del nero · e5 pedone del nero · f5 pedone del bianco · b4 torre del nero · e4 re del nero · g4 pedone del nero · c3 pedone del nero · g3 re del bianco · a2 donna del nero · b2 alfiere del nero · b1 alfiere del nero · c1 alfiere del bianco · d1 donna del bianco | 3 |
| 2 | e7 pedone del nero · f7 cavallo del bianco · h7 cavallo del nero · c6 cavallo del bianco · d6 pedone del nero · e6 torre del bianco · f6 pedone del bianco · g6 alfiere del bianco · b5 pedone del nero · e5 pedone del nero · f5 pedone del bianco · b4 torre del nero · e4 re del nero · g4 pedone del nero · c3 pedone del nero · g3 re del bianco · a2 donna del nero · b2 alfiere del nero · b1 alfiere del nero · c1 alfiere del bianco · d1 donna del bianco | e7 pedone del nero · f7 cavallo del bianco · h7 cavallo del nero · c6 cavallo del bianco · d6 pedone del nero · e6 torre del bianco · f6 pedone del bianco · g6 alfiere del bianco · b5 pedone del nero · e5 pedone del nero · f5 pedone del bianco · b4 torre del nero · e4 re del nero · g4 pedone del nero · c3 pedone del nero · g3 re del bianco · a2 donna del nero · b2 alfiere del nero · b1 alfiere del nero · c1 alfiere del bianco · d1 donna del bianco | e7 pedone del nero · f7 cavallo del bianco · h7 cavallo del nero · c6 cavallo del bianco · d6 pedone del nero · e6 torre del bianco · f6 pedone del bianco · g6 alfiere del bianco · b5 pedone del nero · e5 pedone del nero · f5 pedone del bianco · b4 torre del nero · e4 re del nero · g4 pedone del nero · c3 pedone del nero · g3 re del bianco · a2 donna del nero · b2 alfiere del nero · b1 alfiere del nero · c1 alfiere del bianco · d1 donna del bianco | e7 pedone del nero · f7 cavallo del bianco · h7 cavallo del nero · c6 cavallo del bianco · d6 pedone del nero · e6 torre del bianco · f6 pedone del bianco · g6 alfiere del bianco · b5 pedone del nero · e5 pedone del nero · f5 pedone del bianco · b4 torre del nero · e4 re del nero · g4 pedone del nero · c3 pedone del nero · g3 re del bianco · a2 donna del nero · b2 alfiere del nero · b1 alfiere del nero · c1 alfiere del bianco · d1 donna del bianco | e7 pedone del nero · f7 cavallo del bianco · h7 cavallo del nero · c6 cavallo del bianco · d6 pedone del nero · e6 torre del bianco · f6 pedone del bianco · g6 alfiere del bianco · b5 pedone del nero · e5 pedone del nero · f5 pedone del bianco · b4 torre del nero · e4 re del nero · g4 pedone del nero · c3 pedone del nero · g3 re del bianco · a2 donna del nero · b2 alfiere del nero · b1 alfiere del nero · c1 alfiere del bianco · d1 donna del bianco | e7 pedone del nero · f7 cavallo del bianco · h7 cavallo del nero · c6 cavallo del bianco · d6 pedone del nero · e6 torre del bianco · f6 pedone del bianco · g6 alfiere del bianco · b5 pedone del nero · e5 pedone del nero · f5 pedone del bianco · b4 torre del nero · e4 re del nero · g4 pedone del nero · c3 pedone del nero · g3 re del bianco · a2 donna del nero · b2 alfiere del nero · b1 alfiere del nero · c1 alfiere del bianco · d1 donna del bianco | e7 pedone del nero · f7 cavallo del bianco · h7 cavallo del nero · c6 cavallo del bianco · d6 pedone del nero · e6 torre del bianco · f6 pedone del bianco · g6 alfiere del bianco · b5 pedone del nero · e5 pedone del nero · f5 pedone del bianco · b4 torre del nero · e4 re del nero · g4 pedone del nero · c3 pedone del nero · g3 re del bianco · a2 donna del nero · b2 alfiere del nero · b1 alfiere del nero · c1 alfiere del bianco · d1 donna del bianco | e7 pedone del nero · f7 cavallo del bianco · h7 cavallo del nero · c6 cavallo del bianco · d6 pedone del nero · e6 torre del bianco · f6 pedone del bianco · g6 alfiere del bianco · b5 pedone del nero · e5 pedone del nero · f5 pedone del bianco · b4 torre del nero · e4 re del nero · g4 pedone del nero · c3 pedone del nero · g3 re del bianco · a2 donna del nero · b2 alfiere del nero · b1 alfiere del nero · c1 alfiere del bianco · d1 donna del bianco | 2 |
| 1 | e7 pedone del nero · f7 cavallo del bianco · h7 cavallo del nero · c6 cavallo del bianco · d6 pedone del nero · e6 torre del bianco · f6 pedone del bianco · g6 alfiere del bianco · b5 pedone del nero · e5 pedone del nero · f5 pedone del bianco · b4 torre del nero · e4 re del nero · g4 pedone del nero · c3 pedone del nero · g3 re del bianco · a2 donna del nero · b2 alfiere del nero · b1 alfiere del nero · c1 alfiere del bianco · d1 donna del bianco | e7 pedone del nero · f7 cavallo del bianco · h7 cavallo del nero · c6 cavallo del bianco · d6 pedone del nero · e6 torre del bianco · f6 pedone del bianco · g6 alfiere del bianco · b5 pedone del nero · e5 pedone del nero · f5 pedone del bianco · b4 torre del nero · e4 re del nero · g4 pedone del nero · c3 pedone del nero · g3 re del bianco · a2 donna del nero · b2 alfiere del nero · b1 alfiere del nero · c1 alfiere del bianco · d1 donna del bianco | e7 pedone del nero · f7 cavallo del bianco · h7 cavallo del nero · c6 cavallo del bianco · d6 pedone del nero · e6 torre del bianco · f6 pedone del bianco · g6 alfiere del bianco · b5 pedone del nero · e5 pedone del nero · f5 pedone del bianco · b4 torre del nero · e4 re del nero · g4 pedone del nero · c3 pedone del nero · g3 re del bianco · a2 donna del nero · b2 alfiere del nero · b1 alfiere del nero · c1 alfiere del bianco · d1 donna del bianco | e7 pedone del nero · f7 cavallo del bianco · h7 cavallo del nero · c6 cavallo del bianco · d6 pedone del nero · e6 torre del bianco · f6 pedone del bianco · g6 alfiere del bianco · b5 pedone del nero · e5 pedone del nero · f5 pedone del bianco · b4 torre del nero · e4 re del nero · g4 pedone del nero · c3 pedone del nero · g3 re del bianco · a2 donna del nero · b2 alfiere del nero · b1 alfiere del nero · c1 alfiere del bianco · d1 donna del bianco | e7 pedone del nero · f7 cavallo del bianco · h7 cavallo del nero · c6 cavallo del bianco · d6 pedone del nero · e6 torre del bianco · f6 pedone del bianco · g6 alfiere del bianco · b5 pedone del nero · e5 pedone del nero · f5 pedone del bianco · b4 torre del nero · e4 re del nero · g4 pedone del nero · c3 pedone del nero · g3 re del bianco · a2 donna del nero · b2 alfiere del nero · b1 alfiere del nero · c1 alfiere del bianco · d1 donna del bianco | e7 pedone del nero · f7 cavallo del bianco · h7 cavallo del nero · c6 cavallo del bianco · d6 pedone del nero · e6 torre del bianco · f6 pedone del bianco · g6 alfiere del bianco · b5 pedone del nero · e5 pedone del nero · f5 pedone del bianco · b4 torre del nero · e4 re del nero · g4 pedone del nero · c3 pedone del nero · g3 re del bianco · a2 donna del nero · b2 alfiere del nero · b1 alfiere del nero · c1 alfiere del bianco · d1 donna del bianco | e7 pedone del nero · f7 cavallo del bianco · h7 cavallo del nero · c6 cavallo del bianco · d6 pedone del nero · e6 torre del bianco · f6 pedone del bianco · g6 alfiere del bianco · b5 pedone del nero · e5 pedone del nero · f5 pedone del bianco · b4 torre del nero · e4 re del nero · g4 pedone del nero · c3 pedone del nero · g3 re del bianco · a2 donna del nero · b2 alfiere del nero · b1 alfiere del nero · c1 alfiere del bianco · d1 donna del bianco | e7 pedone del nero · f7 cavallo del bianco · h7 cavallo del nero · c6 cavallo del bianco · d6 pedone del nero · e6 torre del bianco · f6 pedone del bianco · g6 alfiere del bianco · b5 pedone del nero · e5 pedone del nero · f5 pedone del bianco · b4 torre del nero · e4 re del nero · g4 pedone del nero · c3 pedone del nero · g3 re del bianco · a2 donna del nero · b2 alfiere del nero · b1 alfiere del nero · c1 alfiere del bianco · d1 donna del bianco | 1 |
|   | a | b | c | d | e | f | g | h |   |

Soluzione:
1. Ccxe5!  (min. 2. Cc4#)
 
1... Dd5  2. Dxg4#
 
1... Td4  2. Dh1# 

1... Dxe6  2. fxe6# 

1... Cg5/Cf8  2. Cxg5# 

|   | a | b | c | d | e | f | g | h |   |
| 8 | a8 cavallo del nero · d8 torre del bianco · f8 alfiere del bianco · a7 alfiere del nero · h5 torre del nero · a4 pedone del bianco · b4 pedone del nero · c4 re del nero · d4 pedone del nero · e4 pedone del nero · g4 cavallo del bianco · f3 torre del bianco · g3 donna del bianco · h3 pedone del bianco · c2 pedone del bianco · e2 cavallo del bianco · f1 re del bianco | a8 cavallo del nero · d8 torre del bianco · f8 alfiere del bianco · a7 alfiere del nero · h5 torre del nero · a4 pedone del bianco · b4 pedone del nero · c4 re del nero · d4 pedone del nero · e4 pedone del nero · g4 cavallo del bianco · f3 torre del bianco · g3 donna del bianco · h3 pedone del bianco · c2 pedone del bianco · e2 cavallo del bianco · f1 re del bianco | a8 cavallo del nero · d8 torre del bianco · f8 alfiere del bianco · a7 alfiere del nero · h5 torre del nero · a4 pedone del bianco · b4 pedone del nero · c4 re del nero · d4 pedone del nero · e4 pedone del nero · g4 cavallo del bianco · f3 torre del bianco · g3 donna del bianco · h3 pedone del bianco · c2 pedone del bianco · e2 cavallo del bianco · f1 re del bianco | a8 cavallo del nero · d8 torre del bianco · f8 alfiere del bianco · a7 alfiere del nero · h5 torre del nero · a4 pedone del bianco · b4 pedone del nero · c4 re del nero · d4 pedone del nero · e4 pedone del nero · g4 cavallo del bianco · f3 torre del bianco · g3 donna del bianco · h3 pedone del bianco · c2 pedone del bianco · e2 cavallo del bianco · f1 re del bianco | a8 cavallo del nero · d8 torre del bianco · f8 alfiere del bianco · a7 alfiere del nero · h5 torre del nero · a4 pedone del bianco · b4 pedone del nero · c4 re del nero · d4 pedone del nero · e4 pedone del nero · g4 cavallo del bianco · f3 torre del bianco · g3 donna del bianco · h3 pedone del bianco · c2 pedone del bianco · e2 cavallo del bianco · f1 re del bianco | a8 cavallo del nero · d8 torre del bianco · f8 alfiere del bianco · a7 alfiere del nero · h5 torre del nero · a4 pedone del bianco · b4 pedone del nero · c4 re del nero · d4 pedone del nero · e4 pedone del nero · g4 cavallo del bianco · f3 torre del bianco · g3 donna del bianco · h3 pedone del bianco · c2 pedone del bianco · e2 cavallo del bianco · f1 re del bianco | a8 cavallo del nero · d8 torre del bianco · f8 alfiere del bianco · a7 alfiere del nero · h5 torre del nero · a4 pedone del bianco · b4 pedone del nero · c4 re del nero · d4 pedone del nero · e4 pedone del nero · g4 cavallo del bianco · f3 torre del bianco · g3 donna del bianco · h3 pedone del bianco · c2 pedone del bianco · e2 cavallo del bianco · f1 re del bianco | a8 cavallo del nero · d8 torre del bianco · f8 alfiere del bianco · a7 alfiere del nero · h5 torre del nero · a4 pedone del bianco · b4 pedone del nero · c4 re del nero · d4 pedone del nero · e4 pedone del nero · g4 cavallo del bianco · f3 torre del bianco · g3 donna del bianco · h3 pedone del bianco · c2 pedone del bianco · e2 cavallo del bianco · f1 re del bianco | 8 |
| 7 | a8 cavallo del nero · d8 torre del bianco · f8 alfiere del bianco · a7 alfiere del nero · h5 torre del nero · a4 pedone del bianco · b4 pedone del nero · c4 re del nero · d4 pedone del nero · e4 pedone del nero · g4 cavallo del bianco · f3 torre del bianco · g3 donna del bianco · h3 pedone del bianco · c2 pedone del bianco · e2 cavallo del bianco · f1 re del bianco | a8 cavallo del nero · d8 torre del bianco · f8 alfiere del bianco · a7 alfiere del nero · h5 torre del nero · a4 pedone del bianco · b4 pedone del nero · c4 re del nero · d4 pedone del nero · e4 pedone del nero · g4 cavallo del bianco · f3 torre del bianco · g3 donna del bianco · h3 pedone del bianco · c2 pedone del bianco · e2 cavallo del bianco · f1 re del bianco | a8 cavallo del nero · d8 torre del bianco · f8 alfiere del bianco · a7 alfiere del nero · h5 torre del nero · a4 pedone del bianco · b4 pedone del nero · c4 re del nero · d4 pedone del nero · e4 pedone del nero · g4 cavallo del bianco · f3 torre del bianco · g3 donna del bianco · h3 pedone del bianco · c2 pedone del bianco · e2 cavallo del bianco · f1 re del bianco | a8 cavallo del nero · d8 torre del bianco · f8 alfiere del bianco · a7 alfiere del nero · h5 torre del nero · a4 pedone del bianco · b4 pedone del nero · c4 re del nero · d4 pedone del nero · e4 pedone del nero · g4 cavallo del bianco · f3 torre del bianco · g3 donna del bianco · h3 pedone del bianco · c2 pedone del bianco · e2 cavallo del bianco · f1 re del bianco | a8 cavallo del nero · d8 torre del bianco · f8 alfiere del bianco · a7 alfiere del nero · h5 torre del nero · a4 pedone del bianco · b4 pedone del nero · c4 re del nero · d4 pedone del nero · e4 pedone del nero · g4 cavallo del bianco · f3 torre del bianco · g3 donna del bianco · h3 pedone del bianco · c2 pedone del bianco · e2 cavallo del bianco · f1 re del bianco | a8 cavallo del nero · d8 torre del bianco · f8 alfiere del bianco · a7 alfiere del nero · h5 torre del nero · a4 pedone del bianco · b4 pedone del nero · c4 re del nero · d4 pedone del nero · e4 pedone del nero · g4 cavallo del bianco · f3 torre del bianco · g3 donna del bianco · h3 pedone del bianco · c2 pedone del bianco · e2 cavallo del bianco · f1 re del bianco | a8 cavallo del nero · d8 torre del bianco · f8 alfiere del bianco · a7 alfiere del nero · h5 torre del nero · a4 pedone del bianco · b4 pedone del nero · c4 re del nero · d4 pedone del nero · e4 pedone del nero · g4 cavallo del bianco · f3 torre del bianco · g3 donna del bianco · h3 pedone del bianco · c2 pedone del bianco · e2 cavallo del bianco · f1 re del bianco | a8 cavallo del nero · d8 torre del bianco · f8 alfiere del bianco · a7 alfiere del nero · h5 torre del nero · a4 pedone del bianco · b4 pedone del nero · c4 re del nero · d4 pedone del nero · e4 pedone del nero · g4 cavallo del bianco · f3 torre del bianco · g3 donna del bianco · h3 pedone del bianco · c2 pedone del bianco · e2 cavallo del bianco · f1 re del bianco | 7 |
| 6 | a8 cavallo del nero · d8 torre del bianco · f8 alfiere del bianco · a7 alfiere del nero · h5 torre del nero · a4 pedone del bianco · b4 pedone del nero · c4 re del nero · d4 pedone del nero · e4 pedone del nero · g4 cavallo del bianco · f3 torre del bianco · g3 donna del bianco · h3 pedone del bianco · c2 pedone del bianco · e2 cavallo del bianco · f1 re del bianco | a8 cavallo del nero · d8 torre del bianco · f8 alfiere del bianco · a7 alfiere del nero · h5 torre del nero · a4 pedone del bianco · b4 pedone del nero · c4 re del nero · d4 pedone del nero · e4 pedone del nero · g4 cavallo del bianco · f3 torre del bianco · g3 donna del bianco · h3 pedone del bianco · c2 pedone del bianco · e2 cavallo del bianco · f1 re del bianco | a8 cavallo del nero · d8 torre del bianco · f8 alfiere del bianco · a7 alfiere del nero · h5 torre del nero · a4 pedone del bianco · b4 pedone del nero · c4 re del nero · d4 pedone del nero · e4 pedone del nero · g4 cavallo del bianco · f3 torre del bianco · g3 donna del bianco · h3 pedone del bianco · c2 pedone del bianco · e2 cavallo del bianco · f1 re del bianco | a8 cavallo del nero · d8 torre del bianco · f8 alfiere del bianco · a7 alfiere del nero · h5 torre del nero · a4 pedone del bianco · b4 pedone del nero · c4 re del nero · d4 pedone del nero · e4 pedone del nero · g4 cavallo del bianco · f3 torre del bianco · g3 donna del bianco · h3 pedone del bianco · c2 pedone del bianco · e2 cavallo del bianco · f1 re del bianco | a8 cavallo del nero · d8 torre del bianco · f8 alfiere del bianco · a7 alfiere del nero · h5 torre del nero · a4 pedone del bianco · b4 pedone del nero · c4 re del nero · d4 pedone del nero · e4 pedone del nero · g4 cavallo del bianco · f3 torre del bianco · g3 donna del bianco · h3 pedone del bianco · c2 pedone del bianco · e2 cavallo del bianco · f1 re del bianco | a8 cavallo del nero · d8 torre del bianco · f8 alfiere del bianco · a7 alfiere del nero · h5 torre del nero · a4 pedone del bianco · b4 pedone del nero · c4 re del nero · d4 pedone del nero · e4 pedone del nero · g4 cavallo del bianco · f3 torre del bianco · g3 donna del bianco · h3 pedone del bianco · c2 pedone del bianco · e2 cavallo del bianco · f1 re del bianco | a8 cavallo del nero · d8 torre del bianco · f8 alfiere del bianco · a7 alfiere del nero · h5 torre del nero · a4 pedone del bianco · b4 pedone del nero · c4 re del nero · d4 pedone del nero · e4 pedone del nero · g4 cavallo del bianco · f3 torre del bianco · g3 donna del bianco · h3 pedone del bianco · c2 pedone del bianco · e2 cavallo del bianco · f1 re del bianco | a8 cavallo del nero · d8 torre del bianco · f8 alfiere del bianco · a7 alfiere del nero · h5 torre del nero · a4 pedone del bianco · b4 pedone del nero · c4 re del nero · d4 pedone del nero · e4 pedone del nero · g4 cavallo del bianco · f3 torre del bianco · g3 donna del bianco · h3 pedone del bianco · c2 pedone del bianco · e2 cavallo del bianco · f1 re del bianco | 6 |
| 5 | a8 cavallo del nero · d8 torre del bianco · f8 alfiere del bianco · a7 alfiere del nero · h5 torre del nero · a4 pedone del bianco · b4 pedone del nero · c4 re del nero · d4 pedone del nero · e4 pedone del nero · g4 cavallo del bianco · f3 torre del bianco · g3 donna del bianco · h3 pedone del bianco · c2 pedone del bianco · e2 cavallo del bianco · f1 re del bianco | a8 cavallo del nero · d8 torre del bianco · f8 alfiere del bianco · a7 alfiere del nero · h5 torre del nero · a4 pedone del bianco · b4 pedone del nero · c4 re del nero · d4 pedone del nero · e4 pedone del nero · g4 cavallo del bianco · f3 torre del bianco · g3 donna del bianco · h3 pedone del bianco · c2 pedone del bianco · e2 cavallo del bianco · f1 re del bianco | a8 cavallo del nero · d8 torre del bianco · f8 alfiere del bianco · a7 alfiere del nero · h5 torre del nero · a4 pedone del bianco · b4 pedone del nero · c4 re del nero · d4 pedone del nero · e4 pedone del nero · g4 cavallo del bianco · f3 torre del bianco · g3 donna del bianco · h3 pedone del bianco · c2 pedone del bianco · e2 cavallo del bianco · f1 re del bianco | a8 cavallo del nero · d8 torre del bianco · f8 alfiere del bianco · a7 alfiere del nero · h5 torre del nero · a4 pedone del bianco · b4 pedone del nero · c4 re del nero · d4 pedone del nero · e4 pedone del nero · g4 cavallo del bianco · f3 torre del bianco · g3 donna del bianco · h3 pedone del bianco · c2 pedone del bianco · e2 cavallo del bianco · f1 re del bianco | a8 cavallo del nero · d8 torre del bianco · f8 alfiere del bianco · a7 alfiere del nero · h5 torre del nero · a4 pedone del bianco · b4 pedone del nero · c4 re del nero · d4 pedone del nero · e4 pedone del nero · g4 cavallo del bianco · f3 torre del bianco · g3 donna del bianco · h3 pedone del bianco · c2 pedone del bianco · e2 cavallo del bianco · f1 re del bianco | a8 cavallo del nero · d8 torre del bianco · f8 alfiere del bianco · a7 alfiere del nero · h5 torre del nero · a4 pedone del bianco · b4 pedone del nero · c4 re del nero · d4 pedone del nero · e4 pedone del nero · g4 cavallo del bianco · f3 torre del bianco · g3 donna del bianco · h3 pedone del bianco · c2 pedone del bianco · e2 cavallo del bianco · f1 re del bianco | a8 cavallo del nero · d8 torre del bianco · f8 alfiere del bianco · a7 alfiere del nero · h5 torre del nero · a4 pedone del bianco · b4 pedone del nero · c4 re del nero · d4 pedone del nero · e4 pedone del nero · g4 cavallo del bianco · f3 torre del bianco · g3 donna del bianco · h3 pedone del bianco · c2 pedone del bianco · e2 cavallo del bianco · f1 re del bianco | a8 cavallo del nero · d8 torre del bianco · f8 alfiere del bianco · a7 alfiere del nero · h5 torre del nero · a4 pedone del bianco · b4 pedone del nero · c4 re del nero · d4 pedone del nero · e4 pedone del nero · g4 cavallo del bianco · f3 torre del bianco · g3 donna del bianco · h3 pedone del bianco · c2 pedone del bianco · e2 cavallo del bianco · f1 re del bianco | 5 |
| 4 | a8 cavallo del nero · d8 torre del bianco · f8 alfiere del bianco · a7 alfiere del nero · h5 torre del nero · a4 pedone del bianco · b4 pedone del nero · c4 re del nero · d4 pedone del nero · e4 pedone del nero · g4 cavallo del bianco · f3 torre del bianco · g3 donna del bianco · h3 pedone del bianco · c2 pedone del bianco · e2 cavallo del bianco · f1 re del bianco | a8 cavallo del nero · d8 torre del bianco · f8 alfiere del bianco · a7 alfiere del nero · h5 torre del nero · a4 pedone del bianco · b4 pedone del nero · c4 re del nero · d4 pedone del nero · e4 pedone del nero · g4 cavallo del bianco · f3 torre del bianco · g3 donna del bianco · h3 pedone del bianco · c2 pedone del bianco · e2 cavallo del bianco · f1 re del bianco | a8 cavallo del nero · d8 torre del bianco · f8 alfiere del bianco · a7 alfiere del nero · h5 torre del nero · a4 pedone del bianco · b4 pedone del nero · c4 re del nero · d4 pedone del nero · e4 pedone del nero · g4 cavallo del bianco · f3 torre del bianco · g3 donna del bianco · h3 pedone del bianco · c2 pedone del bianco · e2 cavallo del bianco · f1 re del bianco | a8 cavallo del nero · d8 torre del bianco · f8 alfiere del bianco · a7 alfiere del nero · h5 torre del nero · a4 pedone del bianco · b4 pedone del nero · c4 re del nero · d4 pedone del nero · e4 pedone del nero · g4 cavallo del bianco · f3 torre del bianco · g3 donna del bianco · h3 pedone del bianco · c2 pedone del bianco · e2 cavallo del bianco · f1 re del bianco | a8 cavallo del nero · d8 torre del bianco · f8 alfiere del bianco · a7 alfiere del nero · h5 torre del nero · a4 pedone del bianco · b4 pedone del nero · c4 re del nero · d4 pedone del nero · e4 pedone del nero · g4 cavallo del bianco · f3 torre del bianco · g3 donna del bianco · h3 pedone del bianco · c2 pedone del bianco · e2 cavallo del bianco · f1 re del bianco | a8 cavallo del nero · d8 torre del bianco · f8 alfiere del bianco · a7 alfiere del nero · h5 torre del nero · a4 pedone del bianco · b4 pedone del nero · c4 re del nero · d4 pedone del nero · e4 pedone del nero · g4 cavallo del bianco · f3 torre del bianco · g3 donna del bianco · h3 pedone del bianco · c2 pedone del bianco · e2 cavallo del bianco · f1 re del bianco | a8 cavallo del nero · d8 torre del bianco · f8 alfiere del bianco · a7 alfiere del nero · h5 torre del nero · a4 pedone del bianco · b4 pedone del nero · c4 re del nero · d4 pedone del nero · e4 pedone del nero · g4 cavallo del bianco · f3 torre del bianco · g3 donna del bianco · h3 pedone del bianco · c2 pedone del bianco · e2 cavallo del bianco · f1 re del bianco | a8 cavallo del nero · d8 torre del bianco · f8 alfiere del bianco · a7 alfiere del nero · h5 torre del nero · a4 pedone del bianco · b4 pedone del nero · c4 re del nero · d4 pedone del nero · e4 pedone del nero · g4 cavallo del bianco · f3 torre del bianco · g3 donna del bianco · h3 pedone del bianco · c2 pedone del bianco · e2 cavallo del bianco · f1 re del bianco | 4 |
| 3 | a8 cavallo del nero · d8 torre del bianco · f8 alfiere del bianco · a7 alfiere del nero · h5 torre del nero · a4 pedone del bianco · b4 pedone del nero · c4 re del nero · d4 pedone del nero · e4 pedone del nero · g4 cavallo del bianco · f3 torre del bianco · g3 donna del bianco · h3 pedone del bianco · c2 pedone del bianco · e2 cavallo del bianco · f1 re del bianco | a8 cavallo del nero · d8 torre del bianco · f8 alfiere del bianco · a7 alfiere del nero · h5 torre del nero · a4 pedone del bianco · b4 pedone del nero · c4 re del nero · d4 pedone del nero · e4 pedone del nero · g4 cavallo del bianco · f3 torre del bianco · g3 donna del bianco · h3 pedone del bianco · c2 pedone del bianco · e2 cavallo del bianco · f1 re del bianco | a8 cavallo del nero · d8 torre del bianco · f8 alfiere del bianco · a7 alfiere del nero · h5 torre del nero · a4 pedone del bianco · b4 pedone del nero · c4 re del nero · d4 pedone del nero · e4 pedone del nero · g4 cavallo del bianco · f3 torre del bianco · g3 donna del bianco · h3 pedone del bianco · c2 pedone del bianco · e2 cavallo del bianco · f1 re del bianco | a8 cavallo del nero · d8 torre del bianco · f8 alfiere del bianco · a7 alfiere del nero · h5 torre del nero · a4 pedone del bianco · b4 pedone del nero · c4 re del nero · d4 pedone del nero · e4 pedone del nero · g4 cavallo del bianco · f3 torre del bianco · g3 donna del bianco · h3 pedone del bianco · c2 pedone del bianco · e2 cavallo del bianco · f1 re del bianco | a8 cavallo del nero · d8 torre del bianco · f8 alfiere del bianco · a7 alfiere del nero · h5 torre del nero · a4 pedone del bianco · b4 pedone del nero · c4 re del nero · d4 pedone del nero · e4 pedone del nero · g4 cavallo del bianco · f3 torre del bianco · g3 donna del bianco · h3 pedone del bianco · c2 pedone del bianco · e2 cavallo del bianco · f1 re del bianco | a8 cavallo del nero · d8 torre del bianco · f8 alfiere del bianco · a7 alfiere del nero · h5 torre del nero · a4 pedone del bianco · b4 pedone del nero · c4 re del nero · d4 pedone del nero · e4 pedone del nero · g4 cavallo del bianco · f3 torre del bianco · g3 donna del bianco · h3 pedone del bianco · c2 pedone del bianco · e2 cavallo del bianco · f1 re del bianco | a8 cavallo del nero · d8 torre del bianco · f8 alfiere del bianco · a7 alfiere del nero · h5 torre del nero · a4 pedone del bianco · b4 pedone del nero · c4 re del nero · d4 pedone del nero · e4 pedone del nero · g4 cavallo del bianco · f3 torre del bianco · g3 donna del bianco · h3 pedone del bianco · c2 pedone del bianco · e2 cavallo del bianco · f1 re del bianco | a8 cavallo del nero · d8 torre del bianco · f8 alfiere del bianco · a7 alfiere del nero · h5 torre del nero · a4 pedone del bianco · b4 pedone del nero · c4 re del nero · d4 pedone del nero · e4 pedone del nero · g4 cavallo del bianco · f3 torre del bianco · g3 donna del bianco · h3 pedone del bianco · c2 pedone del bianco · e2 cavallo del bianco · f1 re del bianco | 3 |
| 2 | a8 cavallo del nero · d8 torre del bianco · f8 alfiere del bianco · a7 alfiere del nero · h5 torre del nero · a4 pedone del bianco · b4 pedone del nero · c4 re del nero · d4 pedone del nero · e4 pedone del nero · g4 cavallo del bianco · f3 torre del bianco · g3 donna del bianco · h3 pedone del bianco · c2 pedone del bianco · e2 cavallo del bianco · f1 re del bianco | a8 cavallo del nero · d8 torre del bianco · f8 alfiere del bianco · a7 alfiere del nero · h5 torre del nero · a4 pedone del bianco · b4 pedone del nero · c4 re del nero · d4 pedone del nero · e4 pedone del nero · g4 cavallo del bianco · f3 torre del bianco · g3 donna del bianco · h3 pedone del bianco · c2 pedone del bianco · e2 cavallo del bianco · f1 re del bianco | a8 cavallo del nero · d8 torre del bianco · f8 alfiere del bianco · a7 alfiere del nero · h5 torre del nero · a4 pedone del bianco · b4 pedone del nero · c4 re del nero · d4 pedone del nero · e4 pedone del nero · g4 cavallo del bianco · f3 torre del bianco · g3 donna del bianco · h3 pedone del bianco · c2 pedone del bianco · e2 cavallo del bianco · f1 re del bianco | a8 cavallo del nero · d8 torre del bianco · f8 alfiere del bianco · a7 alfiere del nero · h5 torre del nero · a4 pedone del bianco · b4 pedone del nero · c4 re del nero · d4 pedone del nero · e4 pedone del nero · g4 cavallo del bianco · f3 torre del bianco · g3 donna del bianco · h3 pedone del bianco · c2 pedone del bianco · e2 cavallo del bianco · f1 re del bianco | a8 cavallo del nero · d8 torre del bianco · f8 alfiere del bianco · a7 alfiere del nero · h5 torre del nero · a4 pedone del bianco · b4 pedone del nero · c4 re del nero · d4 pedone del nero · e4 pedone del nero · g4 cavallo del bianco · f3 torre del bianco · g3 donna del bianco · h3 pedone del bianco · c2 pedone del bianco · e2 cavallo del bianco · f1 re del bianco | a8 cavallo del nero · d8 torre del bianco · f8 alfiere del bianco · a7 alfiere del nero · h5 torre del nero · a4 pedone del bianco · b4 pedone del nero · c4 re del nero · d4 pedone del nero · e4 pedone del nero · g4 cavallo del bianco · f3 torre del bianco · g3 donna del bianco · h3 pedone del bianco · c2 pedone del bianco · e2 cavallo del bianco · f1 re del bianco | a8 cavallo del nero · d8 torre del bianco · f8 alfiere del bianco · a7 alfiere del nero · h5 torre del nero · a4 pedone del bianco · b4 pedone del nero · c4 re del nero · d4 pedone del nero · e4 pedone del nero · g4 cavallo del bianco · f3 torre del bianco · g3 donna del bianco · h3 pedone del bianco · c2 pedone del bianco · e2 cavallo del bianco · f1 re del bianco | a8 cavallo del nero · d8 torre del bianco · f8 alfiere del bianco · a7 alfiere del nero · h5 torre del nero · a4 pedone del bianco · b4 pedone del nero · c4 re del nero · d4 pedone del nero · e4 pedone del nero · g4 cavallo del bianco · f3 torre del bianco · g3 donna del bianco · h3 pedone del bianco · c2 pedone del bianco · e2 cavallo del bianco · f1 re del bianco | 2 |
| 1 | a8 cavallo del nero · d8 torre del bianco · f8 alfiere del bianco · a7 alfiere del nero · h5 torre del nero · a4 pedone del bianco · b4 pedone del nero · c4 re del nero · d4 pedone del nero · e4 pedone del nero · g4 cavallo del bianco · f3 torre del bianco · g3 donna del bianco · h3 pedone del bianco · c2 pedone del bianco · e2 cavallo del bianco · f1 re del bianco | a8 cavallo del nero · d8 torre del bianco · f8 alfiere del bianco · a7 alfiere del nero · h5 torre del nero · a4 pedone del bianco · b4 pedone del nero · c4 re del nero · d4 pedone del nero · e4 pedone del nero · g4 cavallo del bianco · f3 torre del bianco · g3 donna del bianco · h3 pedone del bianco · c2 pedone del bianco · e2 cavallo del bianco · f1 re del bianco | a8 cavallo del nero · d8 torre del bianco · f8 alfiere del bianco · a7 alfiere del nero · h5 torre del nero · a4 pedone del bianco · b4 pedone del nero · c4 re del nero · d4 pedone del nero · e4 pedone del nero · g4 cavallo del bianco · f3 torre del bianco · g3 donna del bianco · h3 pedone del bianco · c2 pedone del bianco · e2 cavallo del bianco · f1 re del bianco | a8 cavallo del nero · d8 torre del bianco · f8 alfiere del bianco · a7 alfiere del nero · h5 torre del nero · a4 pedone del bianco · b4 pedone del nero · c4 re del nero · d4 pedone del nero · e4 pedone del nero · g4 cavallo del bianco · f3 torre del bianco · g3 donna del bianco · h3 pedone del bianco · c2 pedone del bianco · e2 cavallo del bianco · f1 re del bianco | a8 cavallo del nero · d8 torre del bianco · f8 alfiere del bianco · a7 alfiere del nero · h5 torre del nero · a4 pedone del bianco · b4 pedone del nero · c4 re del nero · d4 pedone del nero · e4 pedone del nero · g4 cavallo del bianco · f3 torre del bianco · g3 donna del bianco · h3 pedone del bianco · c2 pedone del bianco · e2 cavallo del bianco · f1 re del bianco | a8 cavallo del nero · d8 torre del bianco · f8 alfiere del bianco · a7 alfiere del nero · h5 torre del nero · a4 pedone del bianco · b4 pedone del nero · c4 re del nero · d4 pedone del nero · e4 pedone del nero · g4 cavallo del bianco · f3 torre del bianco · g3 donna del bianco · h3 pedone del bianco · c2 pedone del bianco · e2 cavallo del bianco · f1 re del bianco | a8 cavallo del nero · d8 torre del bianco · f8 alfiere del bianco · a7 alfiere del nero · h5 torre del nero · a4 pedone del bianco · b4 pedone del nero · c4 re del nero · d4 pedone del nero · e4 pedone del nero · g4 cavallo del bianco · f3 torre del bianco · g3 donna del bianco · h3 pedone del bianco · c2 pedone del bianco · e2 cavallo del bianco · f1 re del bianco | a8 cavallo del nero · d8 torre del bianco · f8 alfiere del bianco · a7 alfiere del nero · h5 torre del nero · a4 pedone del bianco · b4 pedone del nero · c4 re del nero · d4 pedone del nero · e4 pedone del nero · g4 cavallo del bianco · f3 torre del bianco · g3 donna del bianco · h3 pedone del bianco · c2 pedone del bianco · e2 cavallo del bianco · f1 re del bianco | 1 |
|   | a | b | c | d | e | f | g | h |   |

Soluzione:
Tentativi:

1. Dd6?  ...Txb5! 

1. Db8?  ...Ab6!
 1. Tf4!  (min. 2. Db3#)
 
1... e3   2. Cxe3# 

1... Txh3  2. Ce5# 